# 西伯利亞營
西伯利亞營（烏克蘭語：Батальйон «Сибір»）是一支受烏克蘭支持、由俄籍西伯利亞原住民所組成的反俄羅斯聯邦總統弗拉迪米爾·普丁的外籍軍團，成員主要為支持家鄉獨立運動的雅庫特人和布里亞特人。2024年3月12日，该部队与自由俄罗斯军团参与了2024年3月别尔哥罗德-库尔斯克入侵。